# Volker Stahlmann

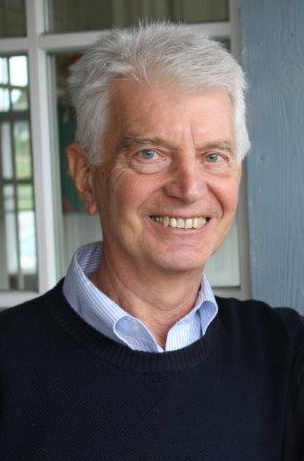
Volker Stahlmann

Volker Stahlmann (auch Volker Reinalt Siegfried Stahlmann; * 30. Dezember 1944 in Coburg) ist ein deutscher Ökonom und Wegbereiter einer umweltverantwortlichen Unternehmensführung, der sich für eine Kultur der Nachhaltigkeit einsetzt.

## Leben und Wirken
Stahlmann ist der Sohn von Gerhard und Anne-Marie Stahlmann. Nachdem sein Vater im Zweiten Weltkrieg fiel wurde er 1948 von dessen Bruder adoptiert und wuchs im Fichtelgebirge auf. Er besuchte in Coburg das humanistische Gymnasium Casimirianum und das musische Gymnasium Albertinum, wo er im Juni 1964 die Reifeprüfung bestand. Seine Neigungen waren einerseits künstlerischer Art (Gedichte, Malerei, Musik), galten aber auch der Ökonomie in einer ganzheitlichen Verantwortung.
1964 begann er sein Studium an der Friedrich-Alexander-Universität Erlangen-Nürnberg in Nürnberg und absolvierte währenddessen ein Praktikum bei der Handelskammer in Reggio/Emilia sowie einen Sprachkurs in Viareggio. 1969 legte er sein Examen als Diplom-Volkswirt ab. Seine Promotion zum Dr. rer. pol. schloss er 1972 unter Wilhelm Henke (Lehrstuhl für öffentliches Recht) mit magna cum laude ab.
Stahlmann war von 1973 bis 1975 im Städtebauinstitut Nürnberg tätig. Er wirkte mit an Sanierungs- und Entwicklungsplanungen von Städten und Gemeinden und veröffentlichte empirische Untersuchungen über „Umweltschutz im Städtebau“ sowie „Verdichtung und Lebensqualität“. 1976 wechselte er zur Siemens  AG in den Unternehmensbereich Medizinische Technik in Erlangen (heute Healthineers). Seine Einsatzbereiche waren das Betriebe-Controlling weltweit in der Kaufmännischen Abteilung und später das Bestandscontrolling, die Kapazitäts- und Auslastungsplanung sowie die Materialdisposition in der Fertigungssteuerung des zweitgrößten Siemensbetriebes in Deutschland.
1982 wurde er als Professor an die Fakultät Betriebswirtschaft der Georg-Simon-Ohm-Hochschule Nürnberg (Vorgängereinrichtung der Technischen Hochschule Nürnberg Georg Simon Ohm) berufen für die Fachbereiche Allgemeine Betriebswirtschaftslehre, Industriebetriebslehre insbesondere Fertigungswirtschaft und industrielles Rechnungswesen. Dort führte er 1983 das Fach „Umweltökonomie“ neu ein. Im Jahr 1989 wurde auf sein Betreiben erstmals an einer deutschen Hochschule das Pflichtfach Umweltverantwortliche Unternehmensführung innerhalb der Grundlagen der BWL  eingeführt. Von 1992 bis 1994 war er Lehrbeauftragter für Umweltmanagement an der Wirtschafts- und Sozialwissenschaftlichen Fakultät der Universität Erlangen-Nürnberg (Lehrstuhl Horst Steinmann). Die Zulassung zur Habilitation 1992 verfolgte er nicht weiter.
In seinen Praxisforschungssemestern war er 1988 beim Bundesweiten Arbeitskreis für Umweltbewusstes Management (B.A.U.M.) in Hamburg, 1997/98 bei der Capital-Venture Gesellschaft Ökologik AG in Erlangen (die er mitgegründet hatte) und 2002 bei den Gipswerken KNAUF in Satteldorf (mit der Entwicklung einer prozessbegleitenden Kostenrechnung). Als Beauftragter für die Kooperation mit italienischen Hochschulen hielt er im März 2006 an der „Universitá degli Studi di Cagliari“ mehrere Vorlesungen über „Sviluppo Sostenibile delle Imprese“.
Neben Veröffentlichungen wirkte er an mehreren Forschungsprojekten als Berater und Bearbeiter mit (z. B. Umweltorientierte Unternehmensführung FUUF: BMU und UBA; Erstellung von Ökobilanzen: IÖW; Gesamtheitliche Unternehmens-Ökobilanz, Beurteilung der Umweltleistung von Unternehmen: DBU). Außerdem war er in der Entstehungsphase des Umweltmanagements an verschiedenen Video- und Fernsehfilmen beteiligt.
Bis 2006 war er Juror beim „Capital-Ökomanager-Preis“; bis 2014 wissenschaftlicher Beirat beim „Verein für Ökologie und Umweltforschung“ (Wien); bis 2015 Juryvorsitzender des Nachhaltigkeitspreises der Neumarkter Lammsbräu; bis 2018 Mitherausgeber der Zeitschrift „UmweltWirtschaftsForum“ und bis heute Mitglied beim BUND-Arbeitskreis für Wirtschaftsfragen und bei der Vereinigung für ökologische Wirtschaftsforschung (VÖW).
2006 schied Stahlmann aus dem aktiven Hochschuldienst aus.

## Schwerpunkte in Forschung und Lehre
Stahlmanns Ziel war die Entwicklung einer sozial-ökologischen Ökonomie aus einer ganzheitlichen Sicht mit einem transformativen Wissenschaftsverständnis. Dazu gehörte für ihn auch der eigene Lebensstil mit einer Ausbalancierung von Erwerbstätigkeit, Eigenarbeit und künstlerischer Betätigung. In seiner Veröffentlichung „Lernziel: Ökonomie der Nachhaltigkeit“ (2008) kommt diese Verbindung in einer systematisierten Gesamtschau besonders zum Ausdruck. In enger Zusammenarbeit mit mittelständischen Pionier-Unternehmen wurden praxisnah Konzepte einer umweltverantwortlichen Unternehmensführung erarbeitet. Mit Georg Winter sowie dem Bundesweiten Arbeitskreis für Umweltbewusstes Management (B.A.U.M.) arbeitete Stahlmann eng zusammen und erhielt 1994 den B.A.U.M. Umweltpreis.
Stahlmann wirkte an der Planung und Umsetzung der Wasserkraftanlage der Nürnberger Konrad-Adenauer-Brücke von 1992 bis 2002 maßgeblich mit.

## Privates und Engagement
Stahlmann hat aus erster Ehe einen Sohn und heiratete 1984 Renate Kirchhof-Stahlmann. 2009 erwarb er gemeinsam mit seiner Frau einen denkmalgeschützten Bahnhof im mittelfränkischen Ottensoos bei Nürnberg, der 2012 als „Forum für Nachhaltige Entwicklung und Kunstmuseum Renate Kirchhof-Stahlmann“ eröffnet wurde. Der Kulturbahnhof Ottensoos wurde von der UNESCO mehrfach als Projekt der Bildung für nachhaltige Entwicklung ausgezeichnet.
Seit 2014 arbeitet er u. a. mit Eberhard Seidel an dem von Georg Winter ins Leben gerufenen Projekt Rechte der Natur/Biokratie, zu dem im November 2017 eine Tagung im Kulturbahnhof Ottensoos in Kooperation mit der Stadt Nürnberg stattfand.

## Veröffentlichungen (Auswahl)
- Demokratisierung der Wirtschaft als Problem der Staatsverfassung. Dissertation, Nürnberg 1973.
- Umweltorientierte Materialwirtschaft. Das Optimierungskonzept für Ressourcen, Recycling, Rendite. Gabler, Wiesbaden 1988, ISBN 978-3-409-13917-5.
- Zur notwendigen Reform des Umweltbeauftragten im Unternehmen. In: Schriftenreihe des IÖW Band 34, 1989.
- Umweltökonomie in der BWL. In: Unternehmen & Umwelt. Heft 4, 1989.
- Ökologisierung der Unternehmenspolitik durch Integrierte Materialwirtschaft. In: Handbuch des Umweltschutzes (Hrsg.: Vogl, Heigl, Schäfer), 46. Erg.Lfg., Januar 1989.
- FUUF, Modellvorhaben Umweltorientierte Unternehmensführung. Teil Produktion und Materialwirtschaft. Hrsg.: Umweltbundesamt, Berichte Nr. 11, 1991.
- Umweltverantwortliche Unternehmensführung. Aufbau und Nutzen eines Öko-Controlling. Beck, München 1994, ISBN 978-3-406-38367-0.
- Brauereileitfaden Bayern. Hrsg.: BayStMLU in Kooperation mit INTECHNICA, München 1994.
- Umweltmanagement und Wachstumszwänge. In: Geld und Wachstum. Hrsg.: H. C. Binswanger, Weitbrecht Verlag, Stuttgart 1994, ISBN 978-3-522-71670-3.
- Mit der EG-Öko-Audit Verordnung zum Sustainable Development? In: K. Fichter, Die EG-Öko-Audit-Verordnung, München/Wien 1995, S. 9ff.
- Öko-Effizienz und Öko-Effektivität – lässt sich der Umweltfortschritt eines Unternehmens messen? In: UmweltWirtschaftsForum. Heft 4, 1996.[7]
- Ziel und Inhalt eines ökologischen Rechnungswesens. In: UmweltWirtschaftsForum. 6. Jg., Heft 3, 1998.[7]
- Ökobilanz. In: G. Winter (Hrsg.), Das umweltbewußte Unternehmen. 6. Aufl. München 1998, ISBN 978-3-8006-2301-3, S. 759ff.
- Unterstützung des Umweltmanagements durch Umweltrechnung. In: E. Seidel, Betriebliches Umweltmanagement im 21. Jahrhundert. Berlin 1999, ISBN 978-3-642-64320-0, S. 231ff.
- Ökologische Materialwirtschaft. In: Lexikon zur betriebswirtschaftlichen und volkswirtschaftlichen Umweltökonomie. München 2000.
- mit Jens Clausen: Umweltleistung von Unternehmen. Von der Öko-Effizienz zur Öko-Effektivität. Gabler, Wiesbaden 2000, ISBN 978-3-409-11723-4.
- Ökologische Bewertungsverfahren und Bewertung der Umweltwirkungen nach der ABC-Methode. In: BMU (Hrsg.): Handbuch Umweltcontrolling. 2. Aufl. München 2001, ISBN 978-3-8006-2536-9, S. 217ff.
- Können Unternehmen auf Dauer Umweltleistungen erbringen – und wenn ja, wie? In: Liberalisierung und Nachhaltigkeit (Expertengespräch anlässlich der Umwelttagung des Vereins für Ökologie und Umweltforschung am 21. bis 22. Sept. 2000 in Jochenstein), Schriftenreihe Ökologie und Ethologie. Bd. 27, Wien 2001.
- Öko-Controlling. In: Müller, Uecker, Zehbold (Hrsg.): Controlling für Wirtschaftsingenieure. Leipzig 2002 (2. Aufl. 2006), ISBN 978-3-446-40566-0.
- Lernziel: Ökonomie der Nachhaltigkeit. Mit Illustrationen von Renate Kirchhof-Stahlmann. Oekom-verlag, München 2008, ISBN 978-3-86581-099-1.
- Eigenrecht der Natur – Gewinn für wen? Metropolis Verlag, Marburg 2015, ISBN 978-3-7316-1132-5.
- mit Renate Kirchhof-Stahlmann: Biokratie aus weiblicher Sicht – zur Wertschätzung des Lebens (= G. Winter (Hrsg.): Betriebswirtschaftliche Schriften über Rechte der Natur/Biokratie. Bd. 20). Marburg 2015, ISBN 978-3-7316-1180-6.
- Geschichten der Ökonomie – Illusionen, Selbstbetrug und Transformationen. Ottensoos/Kassel 2019.